# Íjászat az 1904. évi nyári olimpiai játékokon
Az 1904. évi nyári olimpiai játékokon az íjászat hat számában huszonhárom férfi és hat női versenyző vett részt.

## Éremtáblázat
(A rendező ország csapata eltérő háttérszínnel, az egyes számoszlopok legmagasabb értéke, vagy értékei vastagítással kiemelve.)
| Az 1904. évi nyári olimpiai játékok éremtáblázata íjászatban | Az 1904. évi nyári olimpiai játékok éremtáblázata íjászatban | Az 1904. évi nyári olimpiai játékok éremtáblázata íjászatban | Az 1904. évi nyári olimpiai játékok éremtáblázata íjászatban | Az 1904. évi nyári olimpiai játékok éremtáblázata íjászatban | Olimpia  |
| ------------------------------------------------------------ | ------------------------------------------------------------ | ------------------------------------------------------------ | ------------------------------------------------------------ | ------------------------------------------------------------ | -------- |
|                                                              | Ország                                                       | Arany                                                        | Ezüst                                                        | Bronz                                                        | Összesen |
| 1.                                                           | Egyesült Államok (USA)                                       | 6                                                            | 6                                                            | 5                                                            | 17       |
|                                                              |                                                              |                                                              |                                                              |                                                              |          |
| Összesen                                                     | Összesen                                                     | 6                                                            | 6                                                            | 5                                                            | 17       |

## Érmesek
| Az 1904. évi nyári olimpiai játékok érmesei íjászatban |                                                                                                   | | |
| Versenyszám                                            | Arany                                                                                             | Ezüst                                                                                              | Bronz |
| Férfi dupla-York sorozat                               | George Bryant · Egyesült Államok (USA) · 820                                                      | Robert Williams · Egyesült Államok (USA) · 819                                                     | William Thompson · Egyesült Államok (USA) · 816                                                           |
| Férfi dupla-Amerikai sorozat                           | George Bryant · Egyesült Államok (USA) · 1048                                                     | Robert Williams · Egyesült Államok (USA) · 991                                                     | William Thompson · Egyesült Államok (USA) · 949                                                           |
| Férfi csapat                                           | Egyesült Államok (USA) · William Thompson · Robert Williams · Louis Maxson · Galen Spencer · 1344 | Egyesült Államok (USA) · Charles Woodruff · William Clark · Charles Hubbard · Samuel Duvall · 1341 | Egyesült Államok (USA) · George Bryant · Wallace Bryant · Cyrus Edwin Dallin · Henry B. Richardson · 1268 |
| Női dupla-Nemzeti sorozat                              | Matilda Howell · Egyesült Államok (USA) · 620                                                     | Emma Cooke · Egyesült Államok (USA) · 419                                                          | Jessie Pollock · Egyesült Államok (USA) · 419                                                             |
| Női dupla-Kolumbiai sorozat                            | Matilde Howell · Egyesült Államok (USA) · 867                                                     | Emma Cooke · Egyesült Államok (USA) · 630                                                          | Jessie Pollock · Egyesült Államok (USA) · 630                                                             |
| Női csapat                                             | Egyesült Államok (USA) · Matilda Howell · Jessie Pollock · Laura Woodruff · Louise Taylor         | Egyesült Államok (USA) · Emma Cooke · Mabel Taylor                                                 | Nem volt harmadik helyezett                                                                               |